# ألان باترسون
ألان باترسون هو سياسي كندي، ولد في 12 يوليو 1919، وتوفي في 23 يوليو 2009.